# Bombo (singel)

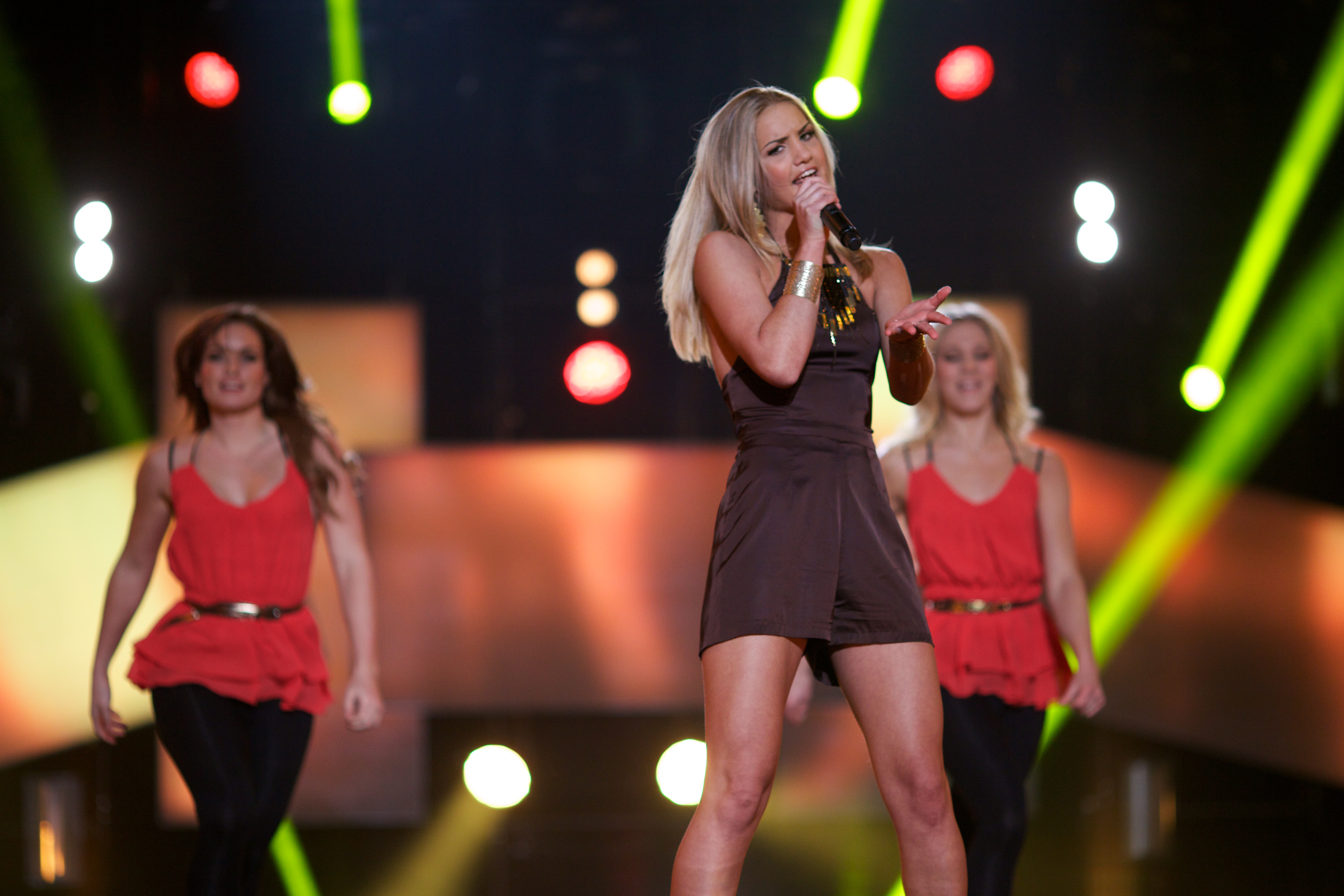
Adelén w trakcie wykonu „Bombo” podczas Melodi Grand Prix 2013

„Bombo” – debiutancki singel norweskiej piosenkarki Adelén, który został wydany w 30 stycznia 2013.

## Lista utworów
- Digital download (30 stycznia 2013)[1]

1. „Bombo” – 3:06

## Teledysk
Teledysk do utworu wyreżyserowany przez Inię James został opublikowany przez Adelén 12 marca 2013 roku.

## Notowania na listach przebojów
| Kraj      | Lista (2013)   | Najwyższa pozycja | Certyfikat |
| --------- | -------------- | ----------------- | ---------- |
| Norwegia  | Top 20 Singles | 1                 | 3× platyna |
| Finlandia | Top 20 Singles | 6                 |            |
| Szwecja   | Top 60 Singles | 23                | złoto      |

## Występy na żywo
Adelén wykonała utwór na żywo podczas Melodi Grand Prix 2013 (narodowa norweska selekcja do Konkursu Piosenki Eurowizji 2013), zajęła drugie miejsce.